# Communauté de communes des Coteaux et Landes de Gascogne
La communauté de communes des Coteaux et Landes de Gascogne est un établissement public de coopération intercommunale (EPCI) français situé dans le département de Lot-et-Garonne, en région Nouvelle-Aquitaine.

## Historique
La communauté de communes a été créée par arrêté préfectoral en date du 27 décembre 1996.
Le périmètre de la communauté de communes a été étendu à la date du 31 décembre 2012 aux communes de Casteljaloux et de Caubeyres

## Composition
La communauté de communes est composée des 27 communes suivantes :

| Nom                       | Code Insee | Gentilé          | Superficie (km2) | Population (dernière pop. légale) | Densité (hab./km2) |
| ------------------------- | ---------- | ---------------- | ---------------- | --------------------------------- | ------------------ |
| Grézet-Cavagnan (siège)   | 47114      | Grézetois        | 12,55            | 403 (2022)                        | 32                 |
| Allons                    | 47007      | Allonais         | 76,33            | 167 (2022)                        | 2,2                |
| Antagnac                  | 47010      | Antagnacais      | 9,31             | 222 (2022)                        | 24                 |
| Anzex                     | 47012      | Anzexois         | 23,24            | 325 (2022)                        | 14                 |
| Argenton                  | 47013      | Argentonnais     | 12,14            | 316 (2022)                        | 26                 |
| Beauziac                  | 47026      | Beauziacais      | 15,34            | 236 (2022)                        | 15                 |
| Bouglon                   | 47034      | Bouglonnais      | 13,92            | 651 (2022)                        | 47                 |
| Boussès                   | 47039      | Boussesins       | 47,14            | 41 (2022)                         | 0,87               |
| Casteljaloux              | 47052      | Casteljalousains | 30,59            | 4 639 (2022)                      | 152                |
| Caubeyres                 | 47058      | Caubeyrais       | 14,39            | 273 (2022)                        | 19                 |
| Durance                   | 47085      | Durançais        | 38,6             | 268 (2022)                        | 6,9                |
| Fargues-sur-Ourbise       | 47093      | Farguais         | 44,16            | 341 (2022)                        | 7,7                |
| Guérin                    | 47115      | Guerinais        | 10,43            | 247 (2022)                        | 24                 |
| Houeillès                 | 47119      | Houeillessais    | 67,63            | 550 (2022)                        | 8,1                |
| Labastide-Castel-Amouroux | 47121      | Labastidois      | 11,95            | 317 (2022)                        | 27                 |
| Leyritz-Moncassin         | 47148      | Leyritzais       | 20,24            | 206 (2022)                        | 10                 |
| Pindères                  | 47205      | Pindérais        | 40,76            | 190 (2022)                        | 4,7                |
| Pompogne                  | 47208      | Pompognais       | 35,96            | 195 (2022)                        | 5,4                |
| Poussignac                | 47212      | Poussignacais    | 13,02            | 307 (2022)                        | 24                 |
| La Réunion                | 47222      | Réunionais       | 28,06            | 515 (2022)                        | 18                 |
| Romestaing                | 47224      | Romestaingais    | 15,46            | 158 (2022)                        | 10                 |
| Ruffiac                   | 47227      | Ruffiacais       | 12,84            | 180 (2022)                        | 14                 |
| Saint-Martin-Curton       | 47254      | Curtonais        | 41,48            | 305 (2022)                        | 7,4                |
| Sainte-Gemme-Martaillac   | 47244      | Gemmais          | 14               | 383 (2022)                        | 27                 |
| Sainte-Marthe             | 47253      | Saint-Marthais   | 9,65             | 657 (2022)                        | 68                 |
| Sauméjan                  | 47286      | Saumejanais      | 19,5             | 87 (2022)                         | 4,5                |
| Villefranche-du-Queyran   | 47320      | Queyrannais      | 16,55            | 411 (2022)                        | 25                 |

## Démographie
| 1968   | 1975   | 1982   | 1990   | 1999   | 2010   | 2015   | 2021   |
| ------ | ------ | ------ | ------ | ------ | ------ | ------ | ------ |
| 12 763 | 11 839 | 11 545 | 11 702 | 11 405 | 12 448 | 12 530 | 12 429 |

## Administration
L'administration de l'intercommunalité repose, à compter du renouvellement général des conseils municipaux de 2020, sur 51 délégués titulaires, à raison de 16 délégués pour Casteljaloux, deux délégués pour chacune des communes de Anzex, Bouglon, Fargues-sur-Ourbise, Grézet-Cavagnan, Houeillès, La Réunion, Sainte-Gemme-Martaillac, Sainte-Marthe, Villefranche-du-Queyran un délégué pour chacune des communes de Allons, Antagnac, Argenton, Beauziac, Boussès, Caubeyres, Durance, Guérin, Labastide-Castel-Amouroux, Leyritz-Moncassin, Pindères, Pompogne, Poussignac, Romestaing, Ruffiac, Saint-Martin-de-Curton, Sauméjan.
| Période                                  | Période  | Identité        | Étiquette | Qualité |
| ---------------------------------------- | -------- | --------------- | --------- | --- |
| 2001                                     | En cours | Raymond Girardi | PCF       | Maire d'Argenton depuis 2001 Conseiller général du Canton de Bouglon (1998-2015) Conseiller départemental du Canton des Forêts de Gascogne (2015-2022) |
| Les données manquantes sont à compléter. |          |                 |           | |

Le président est assisté de dix vice-présidents :
- Chrystel Colmagro, maire de Houeillès, voirie et services aux communes
- Julie Castillo, maire de Casteljaloux et conseillère départementale depuis 2022, environnement et Gemapi
- Michel Ponthoreau, maire de Fargues-sur-Ourbise, déchets ménagers et assimilés
- Christine Merlin-Chabot, maire de Sainte-Gemme-Martaillac, associations sports culture et loisirs
- Bruno Galichon, maire de La Réunion,agriculture forêts et milieux naturels
- Aymeric Dupuy, maire de Grézet-Cavagnan conseiller départemental depuis 2022, enfance et petite enfance
- Bernard Massias, maire de Sainte-Marthe, budget finances et équipements
- Jocelyne Girard, délégué communautaire, Val de Garonne-Guyenne-Gascogne
- Philippe Dejoie-Ruault, délégué communautaire, social santé et couverture médicale
- Florian Patacconi, maire de Poussignac, urbanisme foncier et patrimoine

## Compétences

### Compétences obligatoires
- Aménagement de l'espace
  - Acquisition et constitution de réserves foncières pour la création de Zones d’Activités Économiques (ZAE) : minimum d’un hectare et d’un seul tenant
  - Mise en place d'une charte en matière d’urbanisme dans le cadre de la charte et contrat de Pays
  - Élaboration et suivi du schéma de cohérence territorial (SCOT)
- Développement économique
  - Création, aménagement et gestion des zones d’activité industrielles, artisanales, commerciales, tertiaires d’un minimum d’un hectare et d’un seul tenant
  - Conduite d’actions de promotion et de communication, recherche et accompagnements d’investisseurs et de porteurs de projet en vue de l’implantation d’activités économiques sur les zones de la Communauté
  - Soutien aux manifestations spécifiques par l’octroi de subvention aux associations pour la valorisation et la promotion des productions locales, agricoles, artisanales et forestières
  - Soutien aux associations dans le domaine du tourisme ; la communauté de communes, à partir du potentiel touristique ou de l’existant, coordonnera les actions de développement et de promotion en partenariat avec toutes les filières et en particulier le Comité Département du Tourisme ; elle engagera des actions de communications et de promotions visant à développer les filières touristiques, notamment :
    - Accueil à la ferme et gîtes ruraux

  - Actions de valorisation des activités économiques de proximité
  - Actions de développement économique portant soutien au secteur agricole :
    - Soutien à la promotion des productions agricoles locales dans le cadre du développement durable par l’octroi de subventions aux agriculteurs
    - Mise en place d’une aide à l’installation des jeunes agriculteurs (en liaison avec la D.D.A.F., le Conseil Régional et le Conseil Général)
    - Action de développement économique portant soutien au secteur forestier :
    - Aide aux associations ou structures pour l’animation et le développement d’une meilleure gestion de la forêt dans le cadre du bois énergie

  - Construction et aménagement d'une Maison de Santé Pluridisciplinaire
  - Création, aménagement et gestion d'une plateforme bois-énergie

### Compétences optionnelles
- Protection et mise en valeur de l’environnement
  - Valorisation du patrimoine : faire sa promotion, développer l’image, signalisation et aire de stationnement
  - Élaboration ou modification des schémas directeurs d’assainissement des communes membres
  - Collecte et traitement des déchets ménagers et assimilés.
- Politique du logement et du cadre de vie
  - Mise en œuvre et participation à des programmes en faveur de l’habitat
  - Politique d’hébergement et de logement à caractère permanent ou temporaire définis dans le cadre de la démarche Pays
  - Participation financière à la construction et à la réhabilitation des logements sociaux
  - Élaboration du plan de mise en accessibilité de la voirie et des espaces publics (PAVE)
- Création, aménagement et entretien de la voirie : Création, aménagement et entretien des voies communales des communes membres. Sont exclus les chemins ruraux (propriétés privées des communes), les voies des lotissements et des parkings.
- Action sociale d’intérêt communautaire
  - Création, aménagement et gestion d’équipements en faveur de la petite enfance, de l’enfance et de la jeunesse : Un R.A.M. (relais d’assistante maternelle), la Maison des Jeunes, un Centre de Loisirs
  - Soutien au fonctionnement de l’association gestionnaire du Centre de Loisirs de Ruffiac
  - Soutien au fonctionnement de l’association gestionnaire du Multi accueil « Lou Casao » de Leyritz-Moncassin
  - Élaboration de contrats « enfance », « temps libres » et « éducatif local » ainsi que tout autre contrat de même nature qui s’y substituerait, et mise en œuvre du contenu de ces contrats
  - Service à la personne : transport des personnes à mobilité réduite : Les personnes retraitées n’ayant aucun moyen de transport ou se trouvant en difficultés pour conduire, les personnes handicapées de tout âge, et les personnes de tout âge accidentées et empêchées momentanément de se déplacer. À l’exclusion de tout autre transport, conformément aux dispositions de l'article 2a du décret no 87-242 du 7 avril 1987 relatif à la définition et aux conditions d'exécution des services privés de transport routier non urbain de personnes.

### Compétences facultatives
- Participation à la démarche Pays
- Création de musées
- Soutien à l’investissement réalisé par les associations pour les équipements spécifiques dans le domaine culturel, sportif, de tourisme et de loisirs
- Soutien aux actions sociales et socioculturelles portées par les associations et concernant l’ensemble des communes de la communauté
- Aménagement numérique tel que défini à l’article L 1425-1 du Code Général des Collectivités Territoriales